# گولد ویل (آلاباما)
گولد ویل (به انگلیسی: Goldville) شهری در شهرستان تالاپوسا ایالت آلاباما است که مساحت آن ۲٫۵۹ کیلومتر مربع است و در سرشماری سال ۲۰۱۰ میلادی، ۵۵ نفر جمعیت داشته و تراکم جمعیتی آن، ۲۱٫۲۴ نفر در هر کیلومتر مربع بوده است.